# Effet Thomson
Pour les articles homonymes, voir Thomson.
L'effet Thomson est un effet thermoélectrique découvert par le baron Kelvin William Thomson en 1851. Il décrit la relation entre un courant électrique (ou une tension électrique) et un flux de chaleur (ou un gradient thermique) au sein d'un matériau conducteur.

## Principes
Thomson montra en 1851 que les effets Seebeck et Peltier sont liés : un matériau soumis à une tension électrique et parcouru par un courant électrique échange de la chaleur avec le milieu extérieur. Réciproquement, un courant électrique est engendré par un matériau soumis à un gradient thermique et parcouru par un flux de chaleur. La différence fondamentale entre les effets Seebeck, Peltier et l’effet Thomson est que ce dernier existe pour un seul matériau et ne nécessite pas la présence d’une jonction.

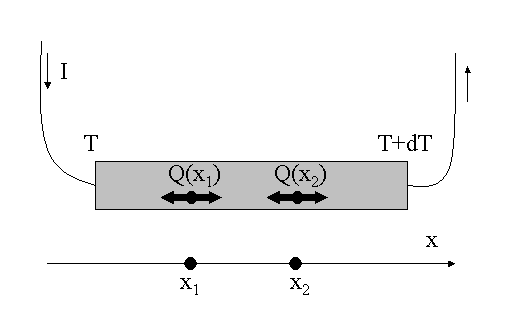
Schéma du principe.

L’effet Thomson est mis en évidence lorsque sont présents simultanément un gradient de température T et un courant électrique I. Il y a alors génération (émission) ou absorption de chaleur Q dans chaque segment de matériau pris individuellement. Le gradient de flux thermique dû à l'effet Thomson au sein des matériaux est donné par :
{\displaystyle {\frac {\partial Q}{\partial x}}(t,x)=-I\tau {\frac {\partial T}{\partial x}}(t,x)}
où
- {\displaystyle Q(t,x)} est la puissance thermique échangée avec le milieu extérieur à l'instant t en {\displaystyle x},
- {\displaystyle {\frac {\partial T}{\partial x}}(t,x)} est le gradient de température à l'instant t en {\displaystyle x},
- τ est le coefficient Thomson,
- t est la coordonnée temporelle et
- {\displaystyle x} est la coordonnée spatiale (voir schéma).

Il existe également un terme dû à l'effet Joule {\displaystyle Q=\rho J^{2}} avec ρ la résistivité électrique et {\displaystyle J} la densité de courant, mais {\displaystyle {\frac {\partial Q}{\partial x}}} (dû à l'effet Joule) est nul si le matériau est homogène ({\displaystyle \rho } indépendant de {\displaystyle x}) et de section constante.
Les coefficients Peltier {\displaystyle \Pi } et Seebeck {\displaystyle S} sont reliés au coefficient de Thomson τ par les équations de Kelvin :
- {\displaystyle \Pi =ST}

et
- {\displaystyle \tau =T{\frac {\mathrm {d} S}{\mathrm {d} T}}}

Au vu de cette dernière relation, il est clair que l'effet Thomson ne sera présent que dans des matériaux pour lesquels le coefficient Seebeck dépend significativement de la température. En effet si {\displaystyle S} est indépendant de la température, alors {\displaystyle {\frac {\mathrm {d} S}{\mathrm {d} T}}=0}. Ainsi par exemple, l'effet Thomson est négligeable dans le plomb, pour lequel le coefficient Seebeck est presque indépendant de la température.